# 激情セッションII〜ライヴ・イン・フランス〜
| 専門評論家によるレビュー | 専門評論家によるレビュー |
| レビュー・スコア         | レビュー・スコア         |
| 出典                     | 評価                     |
| ------------------------ | ------------------------ |
| AllMusic                 | [ 2 ]                    |

『激情セッションII〜ライヴ・イン・フランス〜』（げきじょうセッションツー〜ライヴ・イン・フランス〜、原題：Live in France）は、メキシコ出身のギター・デュオロドリーゴ・イ・ガブリエーラが2011年に発表した3枚目のライブ・アルバム。
前作『格闘弦』発表後のワールドツアーにおけるフランス公演の模様を収録したもの。アメリカでは2011年7月19日に、その他の地域では同年7月25日に発売された。

## 収録曲
| 全作曲: ロドリーゴ・イ・ガブリエーラ。 |                   |      |                              |      |
| #                                      | タイトル          | 作詞 | 作曲・編曲                   | 時間 |
| 1.                                     | 「Hanuman」       |      | ロドリーゴ・イ・ガブリエーラ | 4:47 |
| 2.                                     | 「Triveni」       |      | ロドリーゴ・イ・ガブリエーラ | 4:28 |
| 3.                                     | 「Chac Mool」     |      | ロドリーゴ・イ・ガブリエーラ | 1:10 |
| 4.                                     | 「Hora Zero」     |      | ロドリーゴ・イ・ガブリエーラ | 5:51 |
| 5.                                     | 「Santo Domingo」 |      | ロドリーゴ・イ・ガブリエーラ | 6:27 |
| 6.                                     | 「Gabriela Solo」 |      | ロドリーゴ・イ・ガブリエーラ | 4:11 |
| 7.                                     | 「Buster Voodoo」 |      | ロドリーゴ・イ・ガブリエーラ | 5:26 |
| 8.                                     | 「11:11」         |      | ロドリーゴ・イ・ガブリエーラ | 5:16 |
| 9.                                     | 「Rodrigo Solo」  |      | ロドリーゴ・イ・ガブリエーラ | 6:32 |
| 10.                                    | 「Savitri」       |      | ロドリーゴ・イ・ガブリエーラ | 4:01 |
| 11.                                    | 「Tamacun」       |      | ロドリーゴ・イ・ガブリエーラ | 6:01 |

## メンバー
ロドリーゴ・イ・ガブリエーラ
- ロドリーゴ・サンチェス：アコースティック・ギター
- ガブリエーラ・クインテーロ：アコースティック・ギター

スタッフ
- ロドリーゴ・イ・ガブリエーラ：プロデュース[3]
- 種村尚人：ミキシング[3]
- レイ・スタッフ (Ray Staff)：マスタリング[3]
- アーノ・ポール (Arno Paul)：写真[3]
- ロッド・モーリス (Rod Maurice)：表ジャケット写真[3]
- クメロン (Kmeron)：裏ジャケット写真[3]